# De Eed van de Vijf Lords
De Eed van de Vijf Lords is het eenentwintigste album uit de reeks Blake en Mortimer, en het vijfde dat door scenarist Yves Sente en tekenaar André Juillard geschreven werd.

## Plot
Professor Philip Mortimer wordt uitgenodigd lezingen te geven aan universiteitsstudenten in het Oxfords Ashmolean Museum. Zijn aankomst wordt overschaduwd door een diefstal in het universiteitsmuseum die zijn gastheer, de museumconservator professor Diging, zijn jonge assistente Lisa Pantry en het hoofd van de museumbewaking Mac Tearaway bezighoudt. Een mysterieus persoon vermomd in een spookachtig witte vermomming steelt een aantal antiquiteiten uit het museum. Merkwaardig genoeg gaat het niet om de meest kostbare artefacten die de collectie van het Ashmolean Museum rijk is. Mortimer vindt het gedrag van het schijnbaar zwakzinnig hulpje Alfred Clayton verdacht en informeert zijn goede vriend Kapitein Francis Blake.
Wanneer Blake te horen krijgt dat zijn vrienden van de universiteit Lord Pitchwick en Lord Toodle een gewelddadige dood zijn gestorven, beseft hij dat de diefstallen in het museum en de moorden met mekaar verband houden, en dat zijn twee andere studiegenoten Lord Bowmore en Lord Davlon ook gevaar lopen. De vier Lords waren immers, samen met een mysterieuze vijfde Lord, verbonden in een geheimzinnig broederschap. Blake kan niet verhinderen dat ook de twee andere edellieden ten prooi vallen aan een geheimzinnige vijand.
Blake besluit vervolgens de waarheid te onthullen aan Mortimer. Hij had zijn vriend nog nooit eerder verteld, dat alvorens de Royal Air Force te vervoegen, hij in Oxford archeologie had gestudeerd. En dat hij daar met vier vrienden Lords de "T.E. Spirit Society" had opgericht om het oeuvre van hun gemeenschappelijke held, Lawrence of Arabia, of T.E. Lawrence te verdedigen. Zijn vier edelvrienden hadden hem ook symbolisch in de adel verheven. Blake ging na zijn studies in dienst bij de RAF, en vervolgens bij MI5. Bij MI5 is hij in opdracht van zijn overste, Alister Lawless, op 13 mei 1935 zonder het te willen of vooraf te weten, betrokken bij de moord op zijn held Lawrence of Arabia in een schijnbaar motorongeval. Lawless gaf de opdracht tot de moord om louter persoonlijke redenen. T.E. Lawrence was de overste van Lawless in het leger toen Lawrence in 1917 Lawless oneervol ontsloeg uit actieve dienst. In 1919 kon Lawless wraak nemen door Lawrence in het station van Reading te ontvoeren en hem vervolgens te dwingen zijn autobiografie "Seven Pillars of Wisdom: A Triumph" aan te passen en de anti-Britse passages bij te werken. Blake kan na de moord op Lawrence nog zijn held een eer bewijzen door het oorspronkelijk manuscript van Seven Pillars of Wisdom: A Triumph te verbergen. Hij contacteert zijn vier vrienden van de T.E. Spirit Society en zij verbergen elk een deel van het manuscript in een artefact dat ze vervolgens schenken aan het Oxfords museum. Alleen had Lawless weet gekregen van dit plan, en had hij dit in een brief neergeschreven, een brief die zijn zoon kreeg na Alister Lawless zijn zelfmoord in de gevangenis, waar hij was terechtgekomen nadat Blake hem had aangegeven.
Blake vindt een spoor terug naar de zoon van Lawless, John Hastings, student in Oxford en de verloofde van de assistente van de conservator Lisa Pantry. Blake ondervraagt Lisa Pantry en het museumhulpje Alfred Clayton en begrijpt het complot dat zij gesmeed hadden. John Hastings had van identiteit gewisseld met Alfred Clayton. Lisa en John waren de kinderen van Lawless, beiden geïnfiltreerd in het museum na jaren later de brief van hun vader ontvangen te hebben, en vast van plan hun vader te wreken door de leden van het gezelschap om te brengen en het manuscript terug in handen te krijgen. Lisa was de geheimzinnige dief in het witte spookkleed. Lisa en John kunnen nog een weliswaar mislukte moordpoging op Mortimer ondernemen, voor ze door Mac Tearaway overmeesterd worden. Blake verbergt het manuscript van T.E. Lawrence terug in het museum en neemt de locatie van het manuscript op in zijn testament.

## Achtergronden
Centraal in het verhaal staan de acties van Thomas Edward Lawrence, Lawrence of Arabia, als Brits militair actief tijdens de Eerste Wereldoorlog in de Arabische opstand. Het eigenlijk verhaal speelt zich vijfendertig jaar nadien af tijdens de winter van het jaar 1954, met flashbacks naar gebeurtenissen die zich in 1919 en 1935 afspeelden.
André Juillard deed in februari 2011 aan fans via MarqueJaune.com een oproep om grafisch materiaal uit Reading in Berkshire, Engeland, vooral van het treinstation van Reading, een gebouw ontworpen door Isambard Kingdom Brunel, de stationsomgeving en de dokken aan de Theems naar hem te sturen. De gevraagde beelden dienden liefst uit 1919 te dateren. Dit was de eerste aanduiding dat een deel van De Eed van de Vijf Lords, en meer specifiek een flashback in het verhaal, zich gedeeltelijk in die stad in de Theemsvallei afspeelt.

## Publicatie
Het verhaal verscheen in voorpublicatie in de Franstalige Belgische krant Le Soir dagelijks, zes dagen per week, vanaf 10 april 2012 gedurende zeven maanden. Elke dag verscheen een strook. Het einde van de voorpublicatie viel samen met de publicatie van het album.  De uitgave van Dargaud-Lombard verscheen in het Nederlands op 14 november 2012.

## Grens tussen verhaal en realiteit
- In het verhaal worden T.E. Lawrences bewerkingen aan "Seven Pillars of Wisdom: A Triumph" na zijn terugkeer in Engeland in 1919 toegeschreven aan een ontvoering en wordt gesuggereerd dat het aanpassingen onder dwang waren.
- In het verhaal wordt het motorongeval in mei 1935 waaraan T.E. Lawrence overleed een moordaanslag door militairen van MI5, in opdracht van een door persoonlijke wraak gedreven directeur van deze veiligheidsdienst.
- Het verhaal speelt zich deels af in het Ashmolean Museum, en in de beelden worden onder meer het Arabisch ceremonieel gewaad van Lawrence of Arabia en de Messiah-Salabue Stradivarius gemaakt door Antonio Stradivari getoond, items die zich ook werkelijk in dit museum bevinden.
- Op pagina 52 (8e plaatje) van de Nederlandse uitgave (eerste druk) staat een onhandige fout in een jaartal; 1947 moet 1917 zijn.